# Márcio Nobre
Márcio Ferreira Nobre (sinh 6 tháng 11 năm 1980), hay Mert Nobre, là một cầu thủ bóng đá Thổ Nhĩ Kỳ gốc Brazil thi đấu cho BB Erzurumspor.